# Денатурація (хімія)
Денатура́ція (англ. denaturation)
- 1. У хімії протеїнів — необоротна зміна фізичних та хімічних властивостей протеїнів при термiчнiй дiї, пiд впливом iнших фiзичних чинникiв або хімiчних реагентiв, зокрема кислот. Див. денатурація (біохімія).

Відбувається внаслідок часткової або повної зміни вихідної структури макромолекули білків у результаті втрати третинної або третинної та вторинної структур, що є наслідком розриву стабілізуючих такі структури слабких зв'язків. Супроводжується втратою біологічних функцій протеїну.
- 2. У хімічній технології — додавання метанолу чи ацетону до етилового спирту, щоб зробити його непридатним для споживання людиною.